# Tulkas
En el universo imaginario de J. R. R. Tolkien y en la novela El Silmarillion, Tulkas es un valar llamado también el Luchador, Astaldo o el Valiente. Esos nombres se deben a que su espíritu era el de un guerrero y tenía gran fuerza y valentía.
Se lo describe como un hombre joven, de músculos poderosos, con barba y pelo rubio y de piel rojiza. No lucha con armas sino con sus manos, es muy veloz por ello no usa corceles y no conoce el cansancio ni la fatiga. Se le describe como jovial («ríe siempre, en el juego como en la guerra...», «Valaquenta») y de buen carácter, poco violento, aunque sea considerado el más fuerte (físicamente) de los valar.
Fue el último valar en ser enviado por Ilúvatar a Arda y lo hizo para que ayudara a los otros valar en la lucha contra Melkor. Se casó con Nessa en Almaren, en la Fiesta de la Primavera de Arda.
Precisamente con su llegada se logró que Melkor dejara Eä, porque en la Primera Guerra de los Valar contra Melkor irrumpió en la lucha riendo, pero con tremenda fuerza y furia y logró que El Señor Oscuro le tuviera miedo y huyera a las tinieblas. Y desde entonces odió muchísimo a Tulkas, pero por un largo tiempo hubo paz y tranquilidad, en lo que se llamó la Primavera de Arda.
Junto a Oromë patrullaba constantemente la Tierra Media, además de ayudar a los otros valar en sus hermosas Obras, especialmente a Aulë. Pero luego de la Fiesta en Almaren y de su casamiento Tulkas se echó a descansar y no pudo ver la vuelta de Melkor y la construcción de Utumno. El maligno valar, en secreto, empezó a destruir todas las cosas buenas que habían hecho los valar. Cuando se dieron cuenta, Melkor atacó abiertamente y destruyó las Grandes Lámparas no dándole tiempo a Tulkas de evitarlo. Además tuvo miedo y se ocultó en su fortaleza y Tulkas no pudo sacarlo de allí porque se ocupó de tratar de evitar el Cataclismo. Como no se pudo, El valar dejó Endor junto a los otros valar y maiar para instalarse en Aman.
En la Guerra de los Poderes fue Tulkas el que penetró en las profundidades de Utumno y se encontró con Melkor y luchó, cuerpo a cuerpo con él; derribándolo de bruces contra el suelo. Cuando ya lo tenía dominado lo ató con Angainor y lo llevó prisionero a Aman. 
Más tarde cuando Melkor fingió su arrepentimiento frente al Consejo de Manwë, Tulkas fue el único de los valar (además de Mandos) que se opuso a su libertad, porque lo consideraba peligroso y no confiaba en él. No le iba a faltar razón porque cuando huyó de Aman con Ungoliant luego de destruir los Dos Árboles y robar los Silmarils; Tulkas, junto a Oromë los persiguieron pero no pudieron darle alcance por culpa de la No-luz de la terrible araña.